# Micropolis (datorspel)

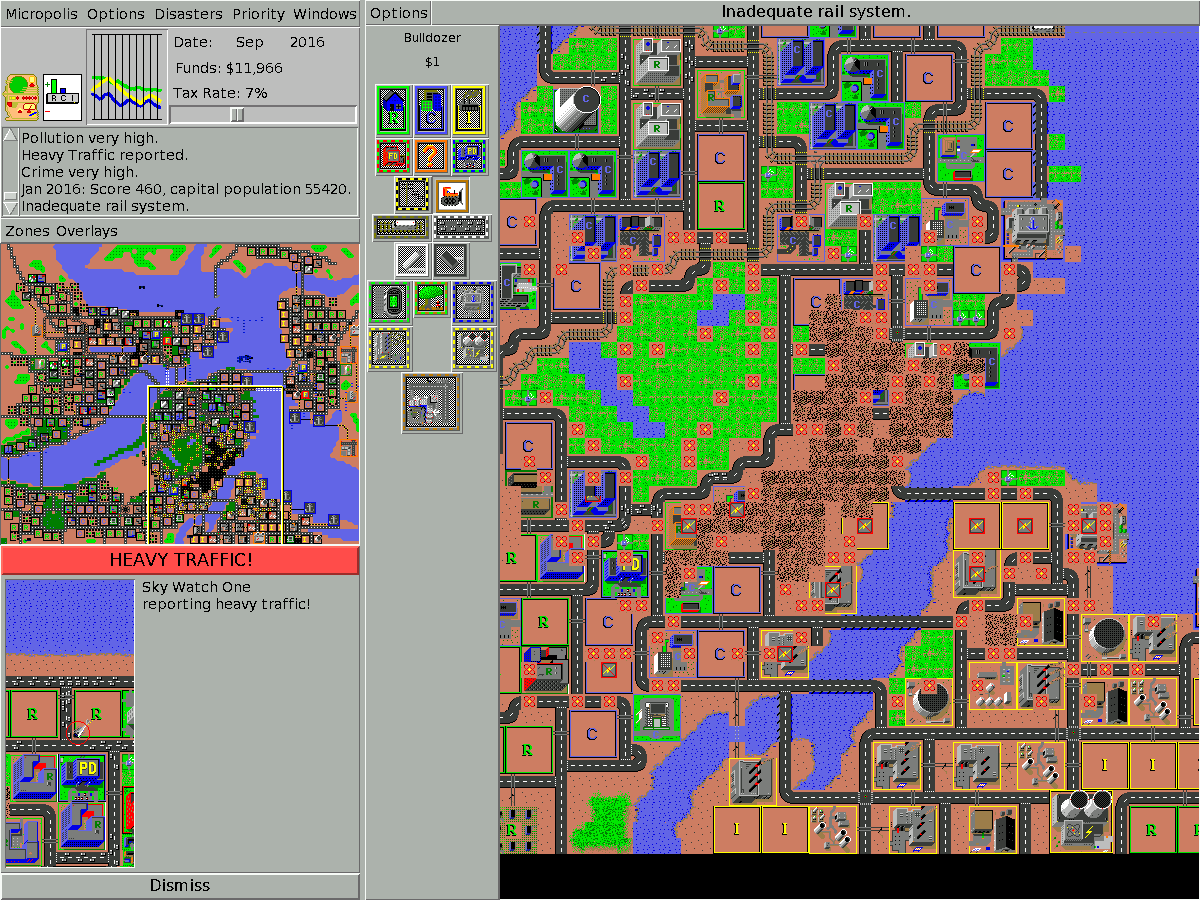

Micropolis är en fri och öppen version av spelet SimCity. Spelet är utvecklat av Maxis och är tänkt att distribueras tillsammans med datorer från OLPC-projektet.